# Gerri Eickhof
Gerri Eickhof (Amsterdam, 21 maart 1958) is een voormalig verslaggever en journalist, die 37 jaar lang werkte voor het NOS Journaal.

## Jeugd en opleiding
Eickhof had een Nederlandse moeder. Zijn vader is van Surinaamse afkomst. Hij werd opgevoed door zijn moeder en grootouders. Eickhof groeide op in Tuindorp Oostzaan in Amsterdam. Met zijn moeder woonde hij in bij haar ouders.
Hij ging van 1964 tot 1970 naar de Sint Stephanus Bellesinischool en daarna tot 1976 naar het Waterlant College. Daarna studeerde hij tot 1983 antropologie aan de Universiteit van Amsterdam, Universiteit van Bradford en Rijksuniversiteit Utrecht.

## Carrière
Eickhof begon zijn loopbaan in de journalistiek na zijn studie toen hij op de radio hoorde dat Migrantentelevisie Amsterdam mensen zocht die een cursus programmamaker wilden volgen. Nadat hij de cursus had volbracht in 1986, mocht hij een jaar stage lopen bij het actualiteitenprogramma Kenmerk van de IKON. Vervolgens stuurde Eickhof een open sollicitatie aan het NOS Journaal, redactie buitenland. Daar werkt hij sinds 1988 als redacteur en verslaggever.
Eickhof begon als redacteur buitenland, om daarna over te stappen naar de functie verslaggever. Hij werkte in crisisgebieden als Congo-Brazzaville, Bosnië, Kosovo, Irak, Rwanda en Burundi. Tijdens de Kosovo-oorlog in 1999 deed Eickhof verslag vanuit Belgrado. Hij zorgde voor enige ophef door in het NOS Journaal verslag te doen met een schietschijf op zijn revers, uit protest tegen een bombardement op een Servische tv-zender. Het merendeel van zijn tijd werkt hij in Nederland. Ook legde hij enige tijd in weblogs verantwoording af voor zijn journalistieke keuzes en dilemma's.
Van 29 september 2023 tot zijn pensioen verving Eickhof journalist en presentator Herman van der Zandt als vaste presentator van de YouTube-serie Rondje Binnenhof.
Op 16 maart 2025 maakte Eickhof zijn laatste reportage voor het NOS-Journaal om vervolgens met pensioen te gaan. Aangezien Van der Wulp bijna gelijktijdig overstapte van de politiek naar de sportredactie, werd Rondje Binnenhof toen beëindigd.
Kort na zijn pensioen was Eickhof wekelijks te zien in Even tot hier waar hij de laatste vraag vanuit zijn huis stelde.

## Racisme
Vanaf zijn jeugd heeft Eickhof persoonlijk veel te maken gehad met racistische bejegening. Hij werd als kind geregeld uitgescholden door een groep kinderen, die hem onder andere uitscholden voor 'nikker' en 'zwarte piet', en hem bekogelden met kiezels en aardkluiten. Ook als volwassene ervoer hij openlijk racisme en incidenten die hij niet als toeval beschouwt. Zo gaf hij aan dat hij in zijn leven 42 keer zonder concrete aanleiding staande is gehouden, een ervaring die hij als een uiting van racisme ziet.

## Boeken
Eickhof is tevens schrijver. Deze boeken zijn gepubliceerd:
- International Standard Name Identifier: 0000 0003 6883 9673
- Nederlandse Thesaurus van Auteursnamen: 073413720
- Virtual International Authority File: 289299964
- WorldCat: E39PBJv8DTYW9jXYq6Kc6BBQMP